# Districte de Homoíne
El Districte de Homoíne és un districte de Moçambic, situat a la província d'Inhambane. Té una superfície 1.982 kilòmetres quadrats. En 2007 comptava amb una població de 110.858 habitants. Limita al nord amb el districte de Morrumbene, a l'est amb el municipi de Maxixe, al sud-est amb el districte de Jangamo, al sud amb el districte d'Inharrime, a l'oest amb el districte de Panda i al nord-oest amb el districte de Funhalouro.

## Divisió administrativa
El districte està dividit en dos postos administrativos (Homoíne e Pembe), compostos per les següents localitats:
- Posto Administrativo de Homoíne:
  - Vila de Homoíne
  - Chindjinguir
  - Chizapela
  - Golo
  - Inhamussua
  - Mubecua
- Posto Administrativo de Pembe:
  - Nhaulane
  - Pembe